# マクダフィ郡 (ジョージア州)
マクダフィ郡（マクダフィぐん、英: McDuffie County）は、アメリカ合衆国ジョージア州の東部に位置する郡である。2010年国勢調査での人口は21,875人であり、2000年の21,231人から3.0%増加した。郡庁所在地はトムソン市（人口6,778人）であり、同郡で人口最大の都市でもある。
マクダフィ郡は1870年10月18日に、コロンビア郡とウォーレン郡の一部を合わせて設立された。郡名はサウスカロライナ州知事と同州選出アメリカ合衆国上院議員を務めたジョージ・マクダフィに因んで名付けられた。オーガスタ大都市圏に属している。

## 地理
アメリカ合衆国国勢調査局に拠れば、郡域全面積は266.30平方マイル (689.7 km2)であり、このうち陸地259.77平方マイル (672.8 km2)、水域は6.52平方マイル (16.9 km2)で水域率は2.45%である。

### 主要高規格道路

#### 州間高速道路
- 州間高速道路20号線

#### アメリカ国道
- アメリカ国道78号線
- アメリカ国道221号線
- アメリカ国道278号線

#### ジョージア州道
- ジョージア州道10号線
- ジョージア州道12号線
- ジョージア州道17号線
- ジョージア州道43号線
- ジョージア州道47号線
- ジョージア州道150号線
- ジョージア州道223号線
- ジョージア州道402号線

### 隣接する郡
- リンカーン郡 - 北東
- コロンビア郡 - 東
- リッチモンド郡 - 東南東
- ジェファーソン郡 - 南
- ウォーレン郡 - 西
- ウィルクス郡 - 北西

## 人口動態
以下は2000年の国勢調査による人口統計データである。
| 基礎データ - 人口: 21,231人 - 世帯数: 7,970 世帯 - 家族数: 5,857 家族 - 人口密度: 32人/km2（82人/mi2） - 住居数: 8,916軒 - 住居密度: 13軒/km2（34軒/mi2） 人種別人口構成 - 白人: 60.78% - アフリカン・アメリカン: 37.52% - ネイティブ・アメリカン: 0.89% - アジア人: 0.2% - 太平洋諸島系: 0.03% - その他の人種: 0.32% - 混血: 0.76% - ヒスパニック・ラテン系: 1.34% | 年齢別人口構成 - 18歳未満: 27.9% - 18-24歳: 8.6% - 25-44歳: 28.4% - 45-64歳: 23.2% - 65歳以上: 11.9% - 年齢の中央値: 35歳 - 性比（女性100人あたり男性の人口） - 総人口: 89.4 - 18歳以上: 84.5 世帯と家族（対世帯数） - 18歳未満の子供がいる: 36.3% - 結婚・同居している夫婦: 49.7% - 未婚・離婚・死別女性が世帯主: 19.2% - 非家族世帯: 26.5% - 単身世帯: 23.2% - 65歳以上の老人1人暮らし: 9.4% - 平均構成人数 - 世帯: 2.62人 - 家族: 3.08人 | 収入と家計 - 収入の中央値 - 世帯: 31,920米ドル - 家族: 38,235米ドル - 性別 - 男性: 30,147米ドル - 女性: 20,499米ドル - 人口1人あたり収入: 18,005米ドル - 貧困線以下 - 対人口: 18.4% - 対家族数: 14.1% - 18歳未満: 26.0% - 65歳以上: 20.0% |

## 都市と町
- ディアリング
- トムソン - 郡庁所在地